# Leopoldo Fagnani

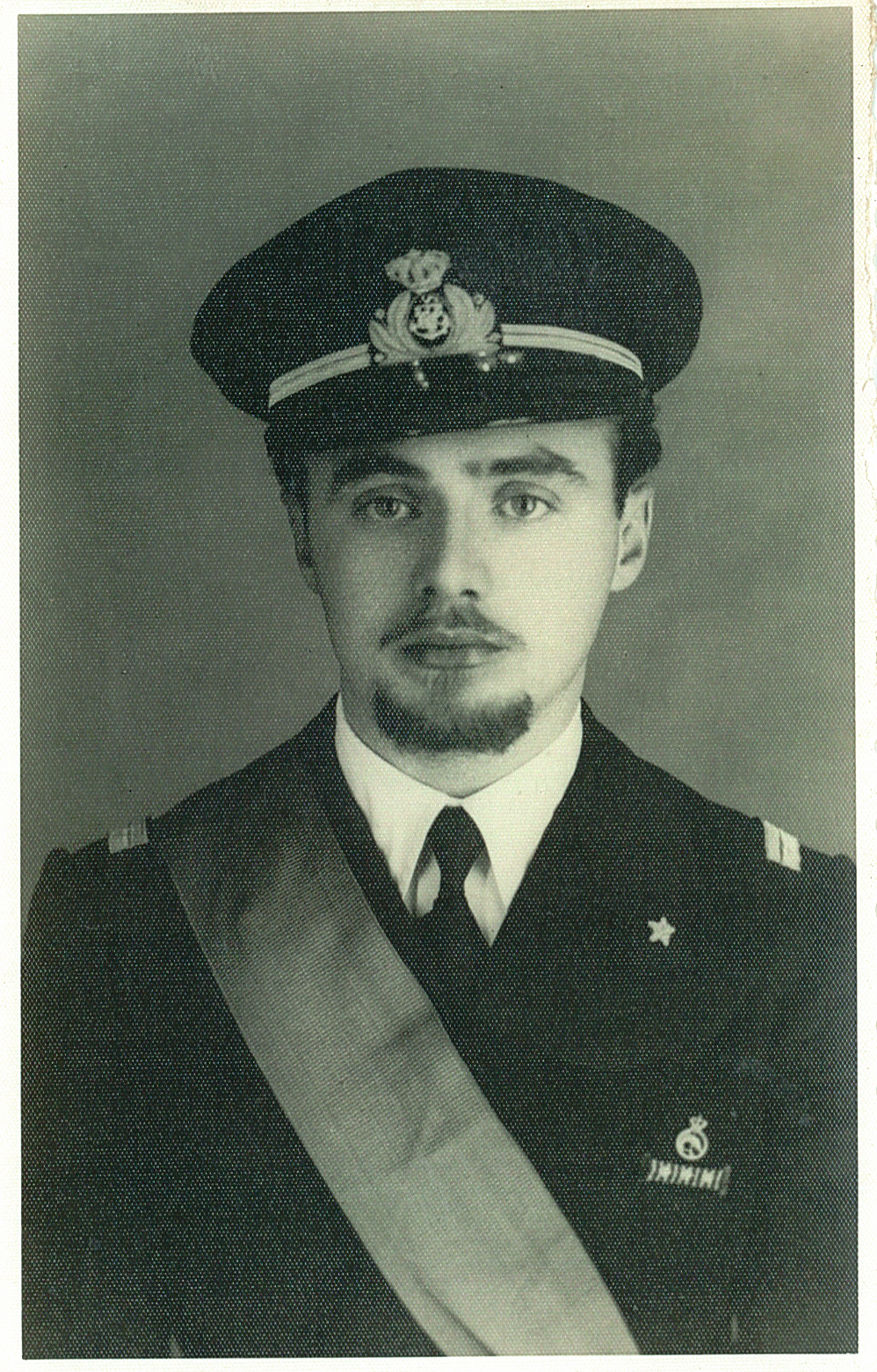
Leopoldo Fagnani "Poldino", in divisa da Guardiamarina, in una foto d'epoca.

Leopoldo Fagnani, detto Poldino (Sedriano, 19 febbraio 1922 – Torriano, 31 agosto 1944), è stato un partigiano italiano.

## Biografia
Nacque a Sedriano, alle porte di Milano, figlio di un artigiano. Frequentò le prime classi delle scuole elementari nel paese natale, quindi proseguì gli studi a Vigevano e, infine, si diplomò perito elettrotecnico al Regio Istituto Tecnico Industriale Giacomo Feltrinelli di Milano.
Allo scoppio della guerra, fu assegnato alla Scuola Navale di La Spezia, da cui uscì con il grado di Guardiamarina. Venne quindi destinato alla base per sommergibili di Pola, ove lo colse l'armistizio dell'8 settembre 1943. Sfuggito alla cattura da parte dei tedeschi, Fagnani fu rimpatriato dai partigiani jugoslavi e rientrò a Sedriano. In quanto monarchico, si sentiva vincolato dal giuramento prestato al Re e rifiutò di aderire alla Repubblica Sociale di Mussolini.
Alla fine del 1943 prese contatto con i primi gruppi di partigiani presenti sul territorio. All'inizio dell'estate del 1944, fu avvicinato dal compaesano Carlo Chiappa, che gli propose di entrare nella rete delle Brigate Garibaldi, promosse dal Partito Comunista. Fagnani accettò, per quanto ideologicamente non fosse vicino a tale partito. Contribuì pertanto alla creazione della IV Brigata Garibaldi, una formazione di pianura, attiva tra la periferia milanese e il Piemonte. Fagnani assunse le funzioni di responsabile della propaganda, partecipando anche ad azioni di sabotaggio sulla linea ferroviaria Milano-Torino. Nell'estate del 1944 collaborò anche con la rete delle Brigate Matteotti, attraverso Pierino Beretta. Il 10 agosto, però, fu coinvolto nella retata che, in seguito a una delazione, portò a una raffica di arresti in tutto il settore da parte della Polizia fascista. Rinchiuso nel carcere di Legnano e poi in quello milanese di San Vittore, fu sottoposto a violenti interrogatori ma, come ricorderà Carlo Chiappa, non fornì informazioni.
Il 30 agosto riuscì a far pervenire una lettera alla madre, in cui chiedeva aiuto e l'invio di generi alimentari. La notte del 31 fu condotto, con altri quattro partigiani, tra i quali Beretta, nelle campagne tra Milano e Pavia e ucciso con un colpo alla testa. Il suo corpo fu abbandonato presso Torriano, in territorio pavese.

### La singolare vicenda del cadavere
Il 1º settembre, a Pavia si sparse la voce del ritrovamento di cinque cadaveri, certamente di partigiani. La dottoressa Lia Tomici, assistente del professor Raffaele Ciferri, Direttore dell'Orto Botanico, si recò all'obitorio e seppe che un cadavere non era stato identificato. Decise allora di impedire che finisse come materiale da esercitazione sui tavoli dell'Istituto di Anatomia Patologica, a beneficio degli studenti in Medicina. La Tomici apparteneva a un gruppo di partigiani, capeggiato dallo stesso professor Ciferri, che aveva attivato una stazione radio clandestina all'Orto Botanico. Con l'aiuto di una suora, Lia Tomici finse di riconoscere nel cadavere un parente di entrambe, di nome Gandini. Poté così disporne e ne celebrò il funerale, il 21 settembre. Prima di rinchiuderlo nella bara, lo fotografò e prelevò dagli abiti un'etichetta, su cui figurava l'indirizzo di un sarto di Sedriano. Alla fine della guerra, Lia Tomici si recò a Sedriano, ove il sarto riconobbe nella foto Leopoldo Fagnani. I resti del giovane vennero traslati nel paese natale e ricevettero solenni esequie il 17 giugno 1945.

## Il Museo della Memoria Storica "Leopoldo Fagnani"
Il 24 Aprile 2019 apre a Sedriano (MI) il Museo della Memoria Storica dedicato a Leopoldo Fagnani. Si tratta del primo museo nato e inaugurato sul territorio sedrianese. 

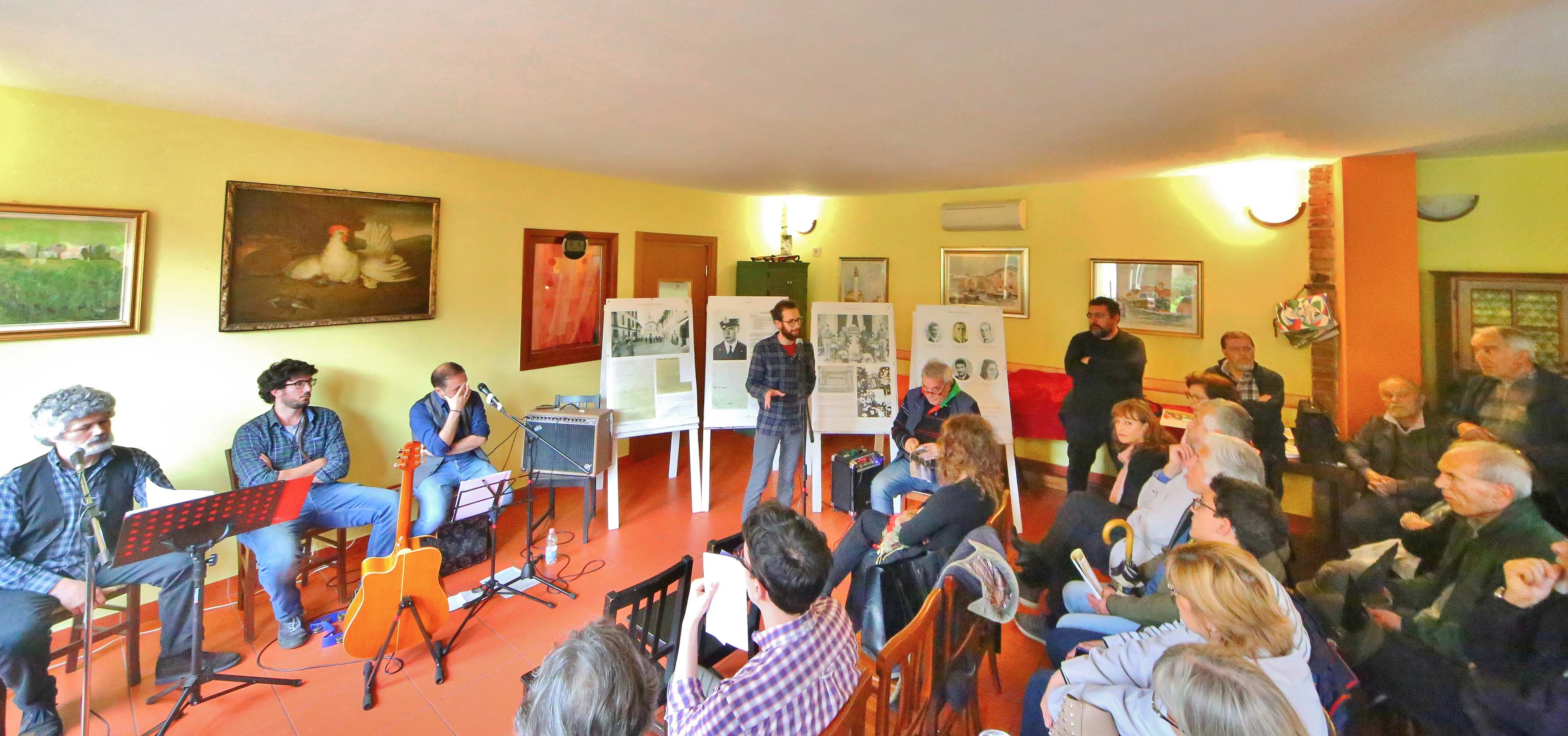
La cerimonia inaugurale del museo è stata accompagnata da una serie di attività culturali che hanno coinvolto la comunità sedrianese e dei comuni limitrofi. (Foto di Enzo Costa donata all'associazione museale "Storicamente")

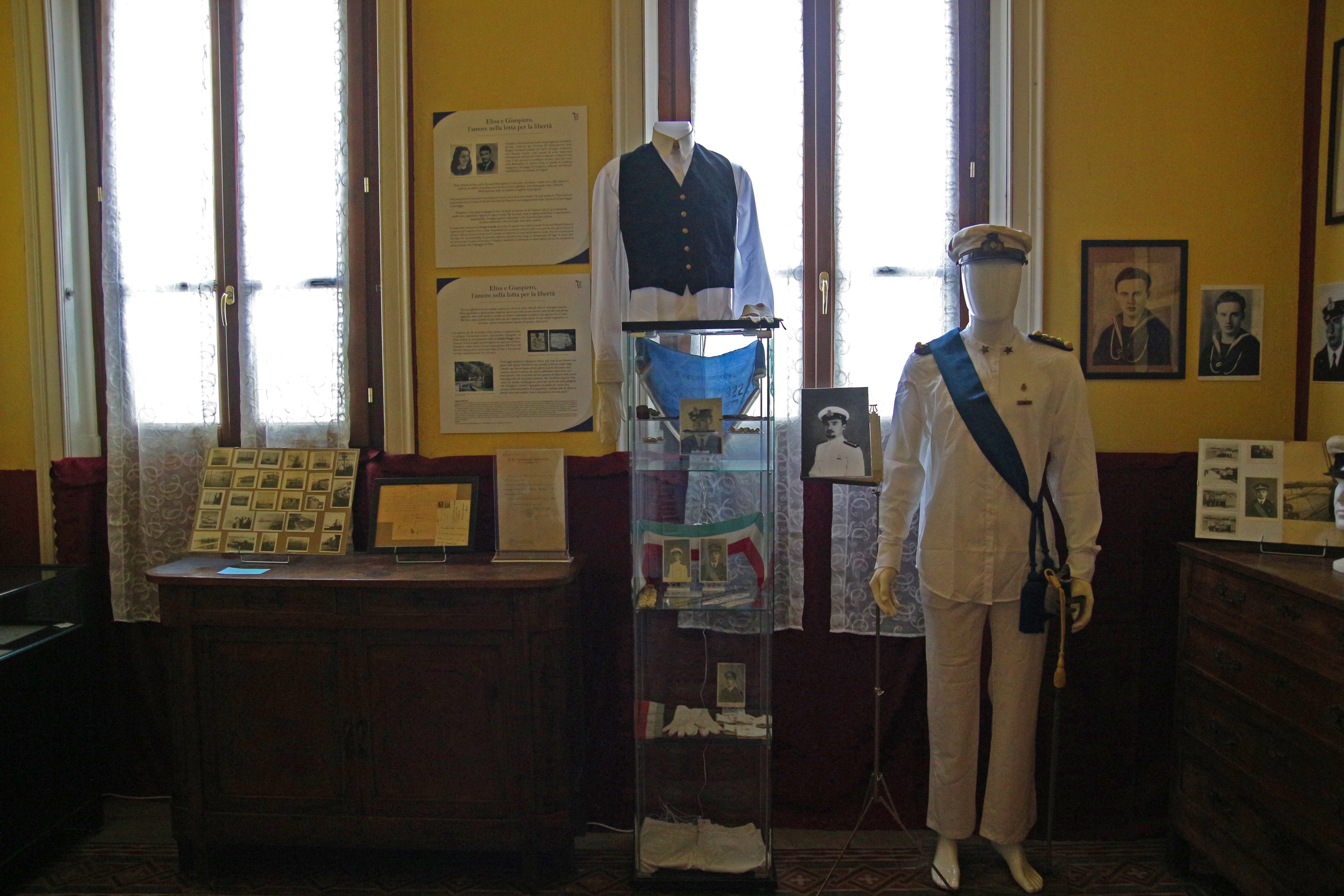
La sala "Leopoldo Fagnani" ospita una ricca collezione di documenti e oggetti appartenuti a "Poldino" e alla storia della guerra di Liberazione italiana. (Foto di Marco Cassani).

Il museo è suddiviso in due sale principali. La prima, intitolata "Sala della Memoria", è dedicata alle tradizioni di fine '800 e metà anni 50 del '900 che hanno caratterizzato la vita di Sedriano e del territorio milanese. La sala espone oggetti, cimeli e documenti legati alle attività contadina, casalinga e operaia del tempo. Arricchita con pannelli didattici e tematici, fotografie, stampe e preziosi affreschi, l'esposizione permette al visitatore di ripercorrere l'evoluzione della società nel corso del '900 e di riscoprire le tradizioni e i lavori delle comunità di allora.  La seconda sala, intitolata  "Leopoldo Fagnani" ospita cimeli, memorie e testimonianze della guerra di Resistenza e Liberazione e del periodo fascista a Sedriano e in Italia. Attraverso spiegazioni e pannelli illustrativi, la collezione si occupa di fare luce e chiarezza su uno dei periodi più discussi della storia d'Italia e che ha gettato le basi della libertà e democrazia attuali del paese. Si aggiungono inoltre una collezione inedita di foto, lastre, documenti, lettere e indumenti appartenuti a "Poldino" e la sua famiglia, che ripercorrono la sua infanzia, il percorso di studi, il suo arruolamento in marina fino alla decisione di unirsi alle formazioni partigiani locali culminata con la tragica fine. Il museo si prefigge lo scopo di salvaguardare e tramandare alle generazioni future il patrimonio storico-culturale della provincia Sud-Ovest di Milano attraverso l'organizzazione di eventi a carattere storico-culturale e sociale rivolti a tutte le fasce d'età.

## Fonti
- Archivio di Stato di Milano, Gabinetto di Prefettura, II Versamento, busta 352.